# Dallas (Georgia)
Dallas es una ciudad ubicada en el condado de Paulding en el estado estadounidense de Georgia. En el censo de 2000, su población era de 5.056.

## Demografía
En el 2000 la renta per cápita promedia del hogar era de $33,750, y el ingreso promedio para una familia era de $38,308. El ingreso per cápita para la localidad era de $15,811. Los hombres tenían un ingreso per cápita de $30,245 contra $21,747 para las mujeres.

## Geografía
Dallas se encuentra ubicado en las coordenadas 33°55′7″N 84°50′27″O / 33.91861, -84.84083 (33.918499, -84.840848).
Según la Oficina del Censo, la localidad tiene un área total de 11,8 km² (4,6 mi²), de la cual 11,7 km² (4,5 mi²) es tierra y 0,1 km² (0 mi²) (0.90%) es agua.